# OpenCog
OpenCog — це проєкт, який має на меті побудувати фреймворк штучного інтелекту з відкритим кодом. OpenCog Prime — це архітектура для машинного і віртуального втіленого пізнання, що визначає набір взаємодіючих компонентів, розроблених для того, щоб створити еквівалентний до людини сильний штучний інтелект (СШІ) як новий емерджентний феномен усієї системи. Дизайн OpenCog Prime — це в першу чергу робота Бена Герцеля, тоді як фреймворк OpenCog призначений як загальна структура для широких досліджень СШІ. Дослідження з використанням OpenCog були опубліковані в журналах і представлені на конференціях і семінарах, включаючи щорічну конференцію зі сильного штучного інтелекту. OpenCog випускається на умовах загальної публічної ліцензії GNU Affero.
OpenCog використовується більш ніж 50 компаніями, включаючи Huawei і Cisco.

## Походження
Спочатку OpenCog базувався на вихідному коді пропрієтарного «Novamente Cognition Engine» (NCE), випущеному в 2008 році компанією Novamente LLC. Оригінальний код NCE обговорюється в книзі PLN (див. нижче). Постійна розробка OpenCog підтримується Інститутом досліджень сильного штучного інтелекту (англ. Artificial General Intelligence Research Institute), проєктом Google Summer of Code, Hanson Robotics, SingularityNET та іншими.

## Компоненти
OpenCog складається з:
- Графової бази даних, AtomSpace [Архівовано 30 квітня 2021 у Wayback Machine.], що містить «атоми» (тобто терми, атомарні формули[en], речення[en] та відношення) разом з їхніми «значеннями» (оцінками[en] або інтерпретаціями, які можна розглядати як бази даних ключів і значень для кожного окремого атома). Прикладом значення може бути значення істинності. Атоми є глобально унікальними, незмінними та індексованими (доступними для пошуку), а значення — швидкоплинними та змінюваними.

- Набору попередньо-визначених атомів, що називається Atomese [Архівовано 30 квітня 2021 у Wayback Machine.]. Він використовується для загального представлення знань, наприклад, концептуальних графів[en] і семантичних мереж, а також для представлення та зберігання правил (у значенні переписування термів), необхідних для маніпулювання такими графами.

- Набору попередньо-визначених атомів, що кодують підсистему типів, включаючи конструктори типів і функціональні типи. Вони використовуються для визначення типів змінних, термів і виразів, а також для визначення структури загальних графів, що містять змінні.

- Набору попередньо-визначених атомів, що кодують як функціональний, так і імперативний стилі програмування. До них відноситься лямбда-абстракція для зв'язування вільних змінних у зв'язані змінні, а також для виконання бета-редукції.

- Колекції попередньо-визначених атомів, що кодують SMT розв'язувач, вбудований до загального механізму графових запитів для виконання зіставлення графів і шаблонів гіперграфів (виявлення ізоморфних підграфів). Це узагальнює ідею мови структурованих запитів (SQL) на область загальних графових запитів. Це розширена форма графової мови запитів.

- Загального механізму правил[en], включаючи прямий і зворотний ланцюжок, що може об'єднувати правила. Правила — це графові запити до підсистеми графових запитів, і тому механізм правил віддалено нагадує планувальник запитів. Він розроблений таким чином, щоб дозволити впроваджувати різні типи механізмів висновування та систем міркування[en], наприклад, баєсове висновування та нечітку логіку, або практичні завдання, такі як розв'язувачі обмежень та планувальники руху.

- Підсистеми розподілу уваги на основі економічної теорії, яка називається ECAN.[7] Ця підсистема використовується для керування комбінаторним вибухом можливостей пошуку, які зустрічаються під час висновку та ланцюжка (англ. chaining).

- Реалізації механізму ймовірнісних міркувань[en] на основі ймовірнісних логічних мереж[en] (PLN). Поточна реалізація використовує механізм правил, щоб об'єднати певні правила логічного висновку (наприклад, modus ponens) разом із деякими дуже конкретними математичними формулами, що призначають ймовірність та довірчість кожному виведенню. Цю підсистему можна розглядати як певний вид інструмента інтерактивного доведення теорем, який працює з модифікованою формою баєсового висновування.

- Імовірнісного розробника генетичних програм під назвою Meta-Optimizing Semantic Evolutionary Search, або MOSES.[8] Він використовується для виявлення колекцій коротких програм Atomese, що досягають виконання завдань. Це можна розглядати як певну реалізацію навчання на дереві рішень, що призводить до деякого лісу рішень, або, навіть, його узагальнення.

- Системи введення природної мови, що складається з граматики посилань і частково заснована як на теорії «Значення-Текст»[en], так і на граматиці слів[en] Діка Хадсона, яка кодує семантичні та синтаксичні відносини на Atomese.

- Системи генерації природної мови.[9]

- Реалізацію psi-теорії[en] для обробки емоційних станів, прагнень і спонукань, що має назву OpenPsi.[10]

- Інтерфейсів до роботів Hanson Robotics[en], включаючи моделювання емоцій[11] через OpenPsi. Це також включає проєкт Loving AI, що використовується для демонстрації технік медитації.

## Організація та фінансування
У 2008 році науково-дослідний Інститут машинного інтелекту (MIRI), що раніше мав назву Інститут сингулярності (англ. The Singularity Institute for Artificial Intelligence), спонсорував кількох дослідників та інженерів. Великий внесок у розвиток проєкту був зроблений спільнотою open source після участі OpenCog у Google Summer of Code у 2008 та 2009 роках. Наразі MIRI більше не підтримує OpenCog. OpenCog отримав фінансування та підтримку з декількох джерел, серед яких уряд Гонконгу, Гонконгський політехнічний університет, Фонд Джеффрі Епштейна VI та Hanson Robotics. Зараз проєкт OpenCog пов'язаний з SingularityNET і Hanson Robotics.

## Використання
Подібно до інших когнітивних архітектур, основною метою проєкту є створення віртуальних людей, тривимірних персонажів аватарів. Мета — імітувати поведінку, як-от емоції, жести та навчання. Наприклад, модуль емоцій у програмному забезпеченні був запрограмований лише тому, що люди мають емоції. Сильний штучний інтелект може також бути реалізованим, якщо він моделює інтелект людей.
Самоопис проєкту OpenCog надає додаткове можливе використання, що спрямоване на обробку природньої мови та симуляцію собаки.